# La Tosca (film 1973)
La Tosca è un film del 1973 scritto e diretto da Luigi Magni, liberamente tratto dall'omonimo dramma di Victorien Sardou, rivisto in chiave ironico-grottesca e in forma di commedia musicale, con musiche di Armando Trovajoli e testi delle canzoni dello stesso regista.
Il film è interpretato da Gigi Proietti e Monica Vitti nei ruoli dei protagonisti.

## Trama
Roma: 14 giugno 1800. Il pittore Mario Cavaradossi dà rifugio al patriota Cesare Angelotti, fuggito da Castel Sant'Angelo.
Il barone Scarpia, reggente della Polizia pontificia, si mette alla ricerca di quest'ultimo servendosi della cantante Floria Tosca, amante di Cavaradossi, facendole credere che il suo uomo la tradisca.
La donna, seguita di nascosto da Scarpia, giunge all'abitazione di Cavaradossi per coglierlo in flagrante, ma lo trova in compagnia di Angelotti. Capito l'inganno in cui è caduta, Tosca cerca a questo punto di aiutare l'amante, ma è ormai troppo tardi.
Scarpia giunge alla casa e scopre Angelotti, che per non essere catturato si suicida. Arresta dunque il pittore per alto tradimento condannandolo alla forca.
Il barone, invaghito di Tosca, le propone di liberare Cavaradossi a patto che lei gli si conceda. Tosca accetta in cambio del permesso per Cavaradossi di uscire dallo Stato Pontificio. Egli acconsente e ordina allora ai suoi sgherri, in presenza di Tosca, di eseguire una fucilazione simulata.
Dopo aver scritto il salvacondotto, Scarpia viene pugnalato alla schiena da Tosca, che corre subito dal suo amante, prigioniero a Castel Sant'Angelo.
Cavaradossi viene però ucciso davvero e Floria si uccide a sua volta per la disperazione, gettandosi dagli spalti della fortezza.

## Alcune canzoni del film
Mi madre è morta tisica, cantata da Monica Vitti e Gigi Proietti.
Canto dei derelitti, cantato in scena da un coro di comparse, tra le quali si riconosce Alvaro Vitali.
Tremate lo stesso, cantata da Gianni Bonagura, Fiorenzo Fiorentini e dai Cantori Moderni di Alessandroni.
Nun je da' retta Roma, cantata da Gigi Proietti e ripresa nella scena finale da Monica Vitti con testo diverso. In alcune trascrizioni, il titolo è riportato con l'apostrofo d'elisione (Nun je da' retta Roma), diversamente da com'è scritto sul disco originale.
La canzone del barone Scarpia (Chi vo' sapè che cavolo ce sia), cantata da Vittorio Gassman.

## Critica
Per il Dizionario Mereghetti il regista non riesce «ad amalgamare i toni iniziali brillanti e quelli finali da melodramma». Secondo il Dizionario Morandini «l'operazione parodistica è riuscita a metà» e la resa degli attori, tanto della Vitti quanto di Proietti e Gassman, è solo discreta. Il mix tra commedia brillante e melodramma finale è ben riuscito (Gordiano Lupi)